# Моя морячка
Моя морячка (рос. Моя морячка) — радянський фільм 1990 року, знятий режисером Анатолієм Ейрамджаном.

## Сюжет
Дія фільму відбувається в курортному містечку в Криму. Кожен день на вечорах відпочинку серед відпочиваючих масовик-витівник Людмила Пашкова проводить конкурс «Де ви, таланти?». І одного разу вона пропонує взяти участь в ньому одному чоловікові — Михайлу Гудкову з Мурманська. І він виконує свою улюблену пісню «Моя морячка».
Але на превеликий подив ведуча не присуджує йому перемоги, після чого Михайло Гудков кожен раз виходить на сцену і виконує свою пісню, щоб виграти заслужений приз, і стає улюбленцем публіки.

## У ролях
- Людмила Гурченко — Людмила Пашкова, масовик-витівник
- Тетяна Васильєва — Тетяна Петрівна Пташук, аккордеоністка
- Михайло Державін — Михайло Михайлович Гудков, відпочивальник
- Роман Рязанцев — Коля, син Людмили Пашкової
- Анастасія Немоляєва — Маша, дівчина Колі
- Любов Поліщук — виконавиця ламбади
- Сергій Цигаль — чоловік в залі для глядачів
- Роксана Бабаян — працівниця прокату музичних інструментів
- Георгій Мартиросян — Суздалев, відомий актор, знайомий Пашкової
- Катерина Зінченко — московська колега Гудкова

## Знімальна група
- Сценарій : Анатолій Ейрамджан
- Режисер : Анатолій Ейрамджан
- Оператор : Вадим Алісов
- Композитор : Людмила Гурченко
- Художник : Павло Каплевіч